# Marina (Kalifornien)
Marina ist eine US-amerikanische Stadt im Monterey County im US-Bundesstaat Kalifornien. Das U.S. Census Bureau hat bei der Volkszählung 2020 eine Einwohnerzahl von 22.359 ermittelt. Die Stadt befindet sich bei den geographischen Koordinaten 36,68° Nord, 121,79° West. Das Stadtgebiet hat eine Größe von 24,9 km².